# SWHフットサルクラブ
SWH西宮フットサルクラブ（エスダブリューエッチにしのみやフットサルクラブ）は、兵庫県西宮市に拠点を置くフットサルクラブ。旧称はSWHフットサルクラブであり、かつては芦屋市に拠点を置いていた。SWHメディカル株式会社などのスポンサーによる完全企業支援型のクラブである。男子チームは関西フットサルリーグ2部所属、女子チーム（SWHレディース西宮）は日本女子フットサルリーグ所属。

## 歴史

### 男子チーム
2003年に渡辺平太郎によって設立された。SWHメディカル株式会社、桜橋渡辺病院、大阪商業大学の支援を受けてリーグ戦に参戦すると、2004年度には芦屋市フットサルリーグ2部で優勝し、2005年度には芦屋市リーグ1部で優勝した。2006年度には兵庫県フットサルリーグ2部で優勝し、2007年度には兵庫県リーグ1部で優勝したが、関西チャレンジリーグ（入替戦）で敗れた。2008年度は兵庫県リーグ1部で3位だったが、関西チャレンジリーグで優勝して関西フットサルリーグ1部に昇格。
2010年度には全日本フットサル選手権大会(PUMA CUP)本選に初出場した。2011年度には2年連続でPUMA CUP本選に出場（2度目）し、FUTSAL地域チャンピオンズリーグ・グループリーグではジュビロ磐田FCに次ぐ2位でグループリーグ敗退。2012年度には3年連続でPUMA CUP本選に出場（3度目）した。2013年度の地域チャンピオンズリーグ・グループリーグではフウガすみだに次ぐ2位でグループリーグ敗退した。2014年度の地域チャンピオンズリーグでは準決勝に進出したが、準決勝でフウガすみだに敗れた。同年にはPUMA CUP本選にも出場（4度目）した。2015年の第15回地域チャンピオンズリーグでは決勝でミキハウスフットサルクラブを破って優勝した。

### 女子チーム
2010年には女子チーム（SWHレディース西宮）が結成され、2015年には全日本女子フットサル選手権大会で初優勝した。2016年に全国リーグである日本女子フットサルリーグが創設されると、創設時には不参加であったが、2020年には日本女子フットサルリーグに参入し、2020-21シーズンには3位、2021-22シーズンには2位となった。2020年には全日本選手権で2度目の優勝を飾った。2023年度にはJFA 第20回全日本女子フットサル選手権大会優勝し再びタイトルを取り戻した。

## タイトル

### 男子チーム
- 兵庫県フットサルリーグ2部

2006年
- 兵庫県フットサルリーグ1部

2007年
- 関西フットサルリーグ

2010年、2012年、2015年、2016年、2018年
- 全日本フットサル選手権大会(PUMA CUP)兵庫県大会

2009年、2010年、2011年、2012年、2013年、2014年、2015年、2016年、2017年、2018年
- FUTSAL地域チャンピオンズリーグ

2015年

### 女子チーム
- 全日本女子フットサル選手権大会

2015年、2020年、2023年
- 日本女子フットサルリーグ

2020年度
- FUTSAL地域女子チャンピオンズリーグ

2017年度、2019年度

## 過去の成績

### 男子チーム
| 年度 | 所属      | 順位 | 勝点 | 試合 | 勝 | 分 | 敗 | 得点 | 失点 | 差 | 全日本     | 地域CL     |
| ---- | --------- | ---- | ---- | ---- | -- | -- | -- | ---- | ---- | -- | ---------- | ---------- |
| 2004 | 芦屋市2部 | 優勝 | 27   | 10   | 9  | 0  | 1  | 90   | 12   | 78 |            |            |
| 2005 | 芦屋市1部 | 優勝 | 19   | 7    | 6  | 1  | 0  | 84   | 13   | 71 |            |            |
| 2006 | 兵庫県2部 | 優勝 | 25   | 9    | 8  | 1  | 0  | 63   | 16   | 47 |            |            |
| 2007 | 兵庫県1部 | 優勝 | 23   | 10   | 7  | 2  | 1  | 50   | 35   | 15 |            |            |
| 2008 | 兵庫県1部 | 3位  | 18   | 10   | 6  | 0  | 4  | 40   | 26   | 14 |            |            |
| 2009 | 関西      | 8位  | 12   | 11   | 4  | 0  | 7  | 26   | 35   | -9 |            |            |
| 2010 | 関西      | 優勝 | 30   | 11   | 10 | 0  | 1  | 54   | 24   | 30 | 本選GL敗退 | 本選GL敗退 |
| 2011 | 関西      | 3位  | 22   | 11   | 7  | 1  | 3  | 55   | 29   | 26 | 本選GL敗退 |            |
| 2012 | 関西      | 優勝 | 33   | 11   | 11 | 0  | 0  | 67   | 28   | 39 | 本選GL敗退 | 本選GL敗退 |
| 2013 | 関西      | 2位  | 21   | 11   | 6  | 3  | 2  | 46   | 31   | 15 |            | ベスト4    |
| 2014 | 関西      | 2位  | 31   | 11   | 9  | 0  | 2  | 66   | 24   | 42 | 本選GL敗退 | 優勝       |
| 2015 | 関西      | 優勝 | 33   | 11１ | 11 | 0  | 0  | 65   | 21   | 44 | 本選GL敗退 | 本選GL敗退 |
| 2016 | 関西      | 優勝 | 29   | 11   | 9  | 2  | 0  | 44   | 23   | 21 | 本選GL敗退 | 本選GL敗退 |
| 2017 | 関西      | 3位  | 22   | 11   | 7  | 1  | 3  | 55   | 34   | 21 | 本選GL敗退 |            |
| 2018 | 関西      | 優勝 | 31   | 11   | 10 | 1  | 0  | 69   | 30   | 39 | 初戦敗退   | 本選GL敗退 |
| 2019 | 関西      | 優勝 |      |      |    |    |    |      |      |    |            |            |
| 2020 | 関西      |      |      |      |    |    |    |      |      |    |            |            |
| 2021 | 関西2部   |      |      |      |    |    |    |      |      |    |            |            |
| 2022 | 関西2部   |      |      |      |    |    |    |      |      |    |            |            |

## 歴代所属選手

### 男子チーム
- 西裕輔 - 元シュライカー大阪。
- 武石高弘 - 元バサジィ大分。
- 伊藤太 - 元ステラミーゴいわて花巻。
- 角谷哲哉 - 元バサジィ大分。
- 清水俊男 - 元デウソン神戸。
- 小田智之 - 元デウソン神戸。
- 林浩平 - 元シュライカー大阪。
- 香村慧 - 元名古屋オーシャンズ。

### 女子チーム
- 山本彩加 - 日本代表。[2]
- 網城安奈 - 日本代表。
- 江口未珂 - 日本代表。
- 江川涼 - 日本代表。
- 宮田亜里紗 - 日本代表。
- 窪田美月 - 日本代表。
- 追野沙羅 - 日本代表。
- 坂田睦 - 日本代表。